# Рекиты
Реки́ты (укр. Рекіти) — село в Межгорской поселковой общине Хустского района Закарпатской области Украины.
Население по переписи 2001 года составляло 318 человек. Почтовый индекс — 90012. Телефонный код — 3146. Код КОАТУУ — 2122482802.

## Достопримечательности
- Николаевская церковь (1751)